# REN21
REN21 (Renewable Energy Policy Network for the 21st Century) est un réseau politique facilitant l’échange autour des énergies renouvelables et le partage des connaissances pour la croissance rapide des technologies d’énergies renouvelables dans les pays en voie de développement et industrialisés. 
Le réseau a été créé en juin 2005 à la suite de la Conférence internationale pour les énergies renouvelables de Bonn en Allemagne. Comme la Conférence de Bonn, REN21 se distingue par son caractère flexible et la multiplicité de ses intervenants permettant ainsi une alternative dynamique aux forums internationaux officiels. REN21 réunit un grand nombre d’acteurs : des gouvernements, des organisations internationales, des associations industrielles, des scientifiques, des académiques et des membres de la société civile. Il facilite l’échange de connaissances,  le développement de politiques et soutien l’action conjointe pour une transition mondiale rapide vers les énergies renouvelables. 
REN21 collabore également avec des organisations intergouvernementales telles que le Programme des Nations unies pour l'environnement (PNUE), l’Agence internationale de l'énergie (AIE), la Banque asiatique de développement (ADB), la Banque mondiale (BM) et l’Agence internationale de l'énergie renouvelable (IRENA). REN21 a produit plusieurs rapports internationalement reconnus sur les politiques favorisant le développement des énergies renouvelables et l’expansion du marché des énergies renouvelables.
Depuis 2005 il a annuellement produit un Renewables Global Status Report (GSR).  
Le GSR fournit une vue d’ensemble compréhensive du développement du marché des énergies renouvelables, de l’industrie, des investissements et des politiques à travers le monde. Les données et informations sont collectées par un réseau de plus de 500 contributeurs et chercheurs. REN21 produit également des analyses régionales ; son rapport le plus récent est le Middle East and North Africa Renewables Status Report. L’éventail des possibilités crédibles pour le futur des énergies renouvelables est détaillé dans le Renewables Global Futures Report. 
REN21 travaille en collaboration avec d’autres organisations. Une co-publication du REN21 GSR est le Global Trends in Renewable Energy Investment Report (GTR), produit par la Frankfurt School et le Centre collaboratif du PNUE pour le Climat et une Finance Énergétique Durable. REN21 est également un partenaire du cadre de suivi mondial, qui est organisé par l’initiative « Sustainable Energy for All » (SE4All) du Secrétaire général des Nations unies. 
REN21 est également responsable de la coordination de la Conférence internationale pour les énergies renouvelables (IREC). La prochaine aura lieu en 2015 en Afrique du Sud.
Le secrétariat de REN21 est à Paris et est enregistré comme une association à but non lucratif de droit allemand (e.V.).